# Pulsatrix melanota
Pulsatrix melanota é uma espécie de ave estrigiforme pertencente à família Strigidae.